# Santa Cristina de Valmadrigal
Santa Cristina de Valmadrigal ist ein Ort und eine nordspanische Gemeinde mit 273 Einwohnern (Stand: 2024) in der Provinz León und der Region Kastilien-León. Neben dem Hauptort Santa Cristina de Valmadrigal gehört die Ortschaft Matallana de Valmadrigal zur Gemeinde.

## Lage und Klima
Santa Cristina de Valmadrigal liegt etwa 35 Kilometer südöstlich von León im Nordwesten der Iberischen Meseta in einer Höhe von ca. 815 m. 
Das Klima im Winter ist rau, im Sommer dagegen trocken und warm; der Regen (550 mm/Jahr) fällt überwiegend im Winterhalbjahr.

## Bevölkerungsentwicklung
| Jahr      | 1970 | 1981 | 1991 | 2001 | 2011 | 2021 |
| Einwohner | 660  | 505  | 449  | 357  | 299  | 267  |

Aufgrund der durch die Mechanisierung der Landwirtschaft und der Aufgabe von bäuerlichen Kleinbetrieben ausgelösten Landflucht ist die Bevölkerung des Dorfes seit der Mitte des 19. Jahrhunderts kontinuierlich gewachsen.

## Sehenswürdigkeiten

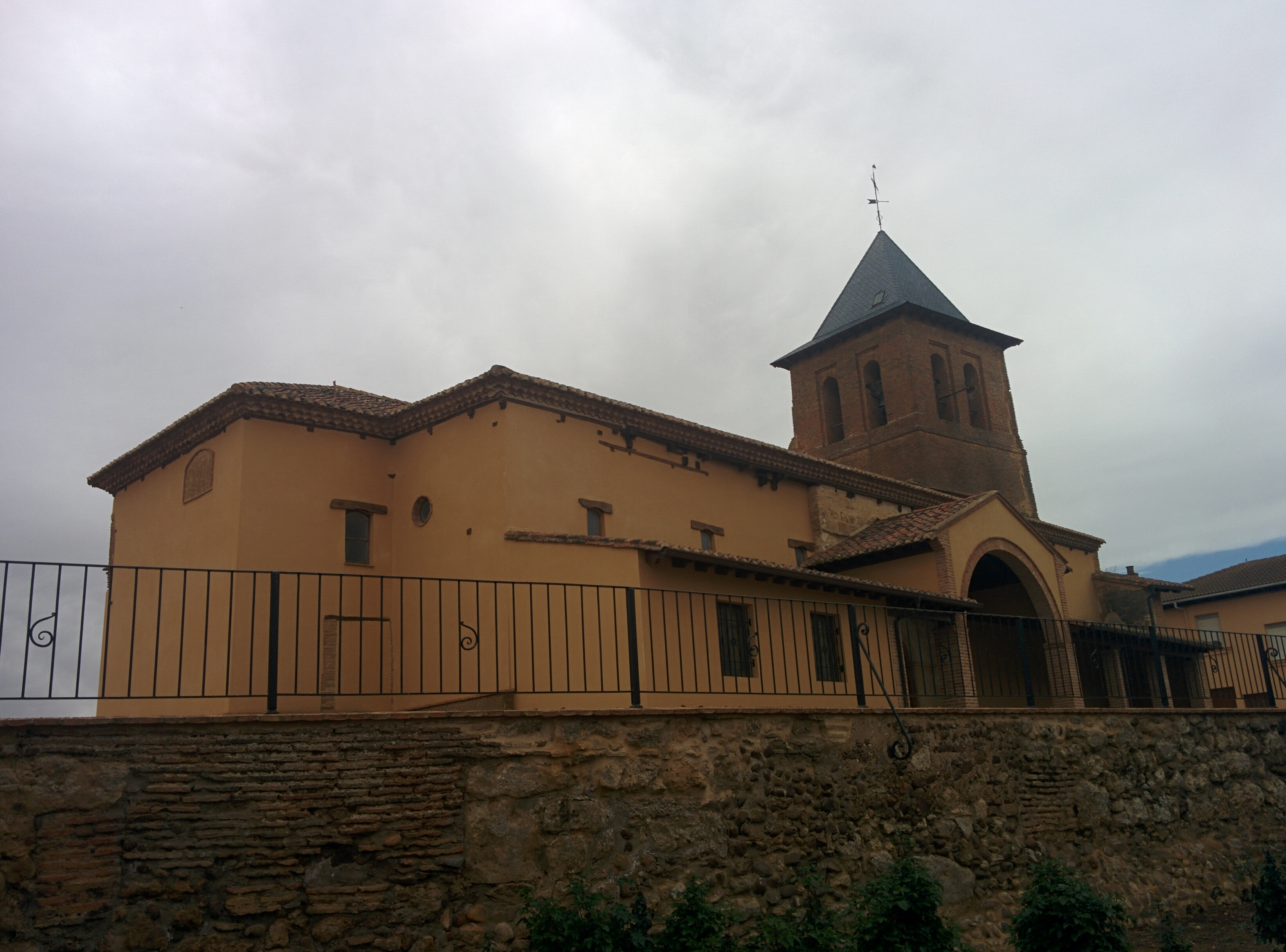
Christinenkirche
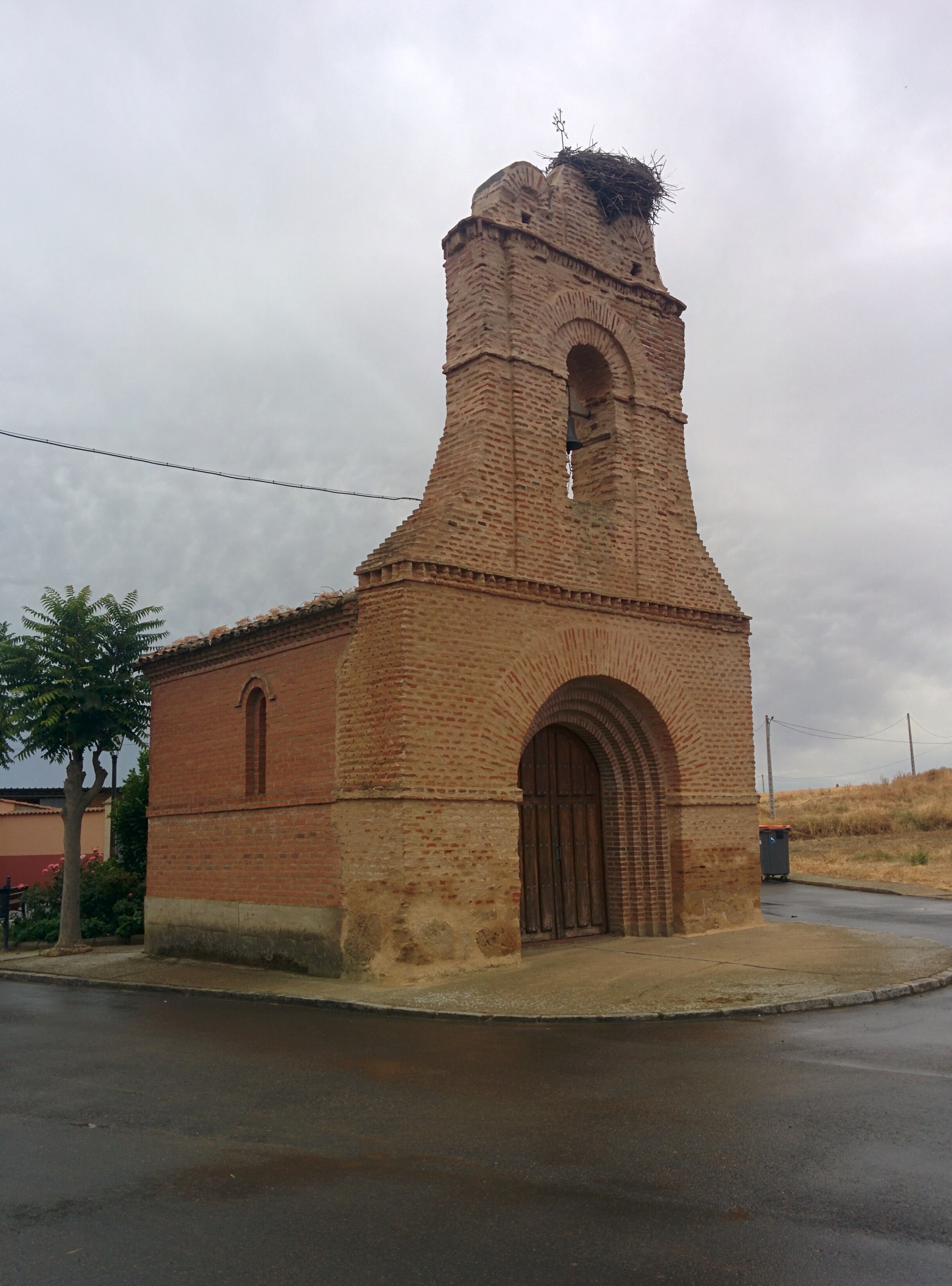
Christuskapelle
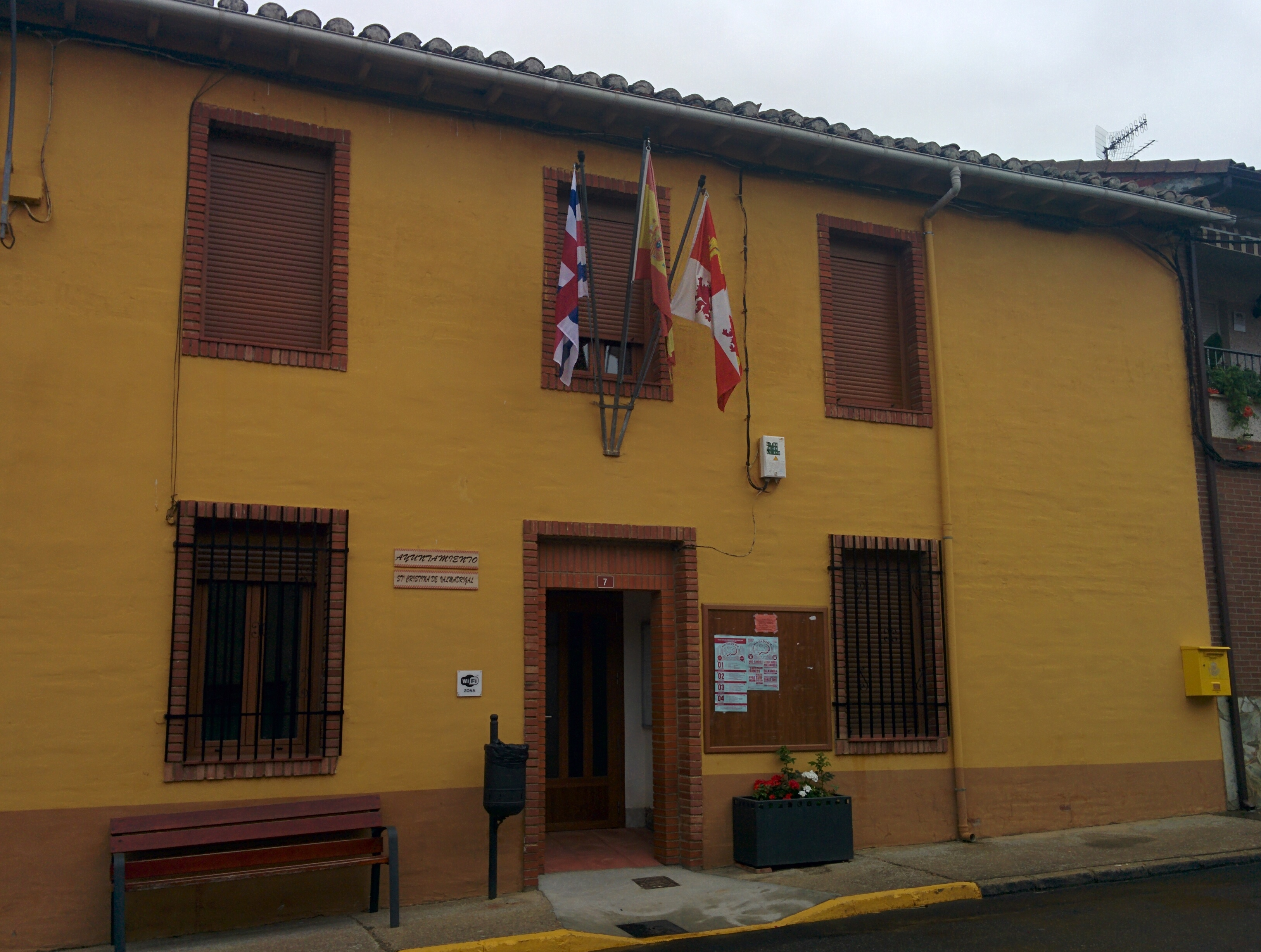
Rathaus

- Christinenkirche
- Christuskapelle
- Rathaus